# Cardotiella quinquefaria
Cardotiella quinquefaria là một loài Rêu trong họ Orthotrichaceae. Loài này được (Hornsch.) Vitt mô tả khoa học đầu tiên năm 1981.